# 高漸離
高 漸離（こう ぜんり）は、中国戦国時代の人物。
音楽をよくし、楽器の筑を撃つのが巧みであった。荊軻の友。紀元前227年、荊軻による始皇帝暗殺失敗の後に隠れたが、筑をもってふたたび知られるようになり、始皇帝に召された。始皇帝は、高漸離が荊軻の友であることを知るが、高漸離の音楽の才を惜しんで、その眼をつぶして側近におき、筑を撃たせて賞美した。後に(いつ？)荊軻の志を遂げるべく、始皇帝の前で筑を演奏している時に鉛を仕込んだ筑を投げつけ殺害しようとするが失敗し、臣下により誅殺された。
以降、始皇帝は傍らに、秦国以外の人間を近付けることはしなくなった。

## 関連作品
映画
- 『異聞 始皇帝謀殺』（1996年、演：グォ・ヨウ）

戯曲
- 『筑』（郭沫若）